# Douglas Gerrard
Pour les articles homonymes, voir Gerrard.
Douglas Gerrard né le 12 août 1891 à Dublin (Irlande), et mort le 5 juin 1950 à Los Angeles (États-Unis), est un acteur et réalisateur irlandais de l'époque du cinéma muet.

## Filmographie partielle

### Comme acteur
- 1913 : Suspense de Phillips Smalley et Lois Weber : le poursuivant
- 1914 : The Quicksands de Christy Cabanne
- 1915 : The Commanding Officer d'Allan Dwan : Brent Lindsay
- 1915 : A Girl of Yesterday d'Allan Dwan
- 1922 : Omar the Tentmaker de James Young
- 1922 : L'Audace et l'Habit (A Tailor-Made Man) de Joseph De Grasse
- 1924 : Le Phare qui s'éteint (The Lighthouse by the Sea) de Malcolm St. Clair
- 1926 : Une riche veuve de Roy Del Ruth : Grover
- 1926 : Private Izzy Murphy de Lloyd Bacon
- 1927 : The Desired Woman de Michael Curtiz : Fitzroy
- 1927 : The College Widow d'Archie Mayo : Professeur Jelicoe
- 1928 : Five and Ten Cent Annie de Roy Del Ruth
- 1929 : The Argyle Case de Howard Bretherton
- 1929 : The Painted Angel de Millard Webb : Sir Harry
- 1929 : Le Général Crack (General Crack) d'Alan Crosland : Capitaine Sweeney
- 1930 : Lilies of the Field d'Alexander Korda : le maître d'hôtel
- 1930 : Sweet Kitty Bellairs d'Alfred E. Green : Tom Stafford
- 1932 : The Tenderfoot (en) de Ray Enright : le metteur en scène
- 1934 : Le Retour de Bulldog Drummond (Bulldog Drummond Strikes Back) de Roy Del Ruth : Parker, le valet de Drummond
- 1939 : Quick Millions de Malcolm St. Clair : l'indien
- 1939 : Pack Up Your Troubles de H. Bruce Humberstone : Tommy britannique

### Comme réalisateur
- 1920 : The Phantom Melody
- 1920 : The Forged Bride